# Brocchinia nodosa
Brocchinia nodosa is een slakkensoort uit de familie van de Cancellariidae. De wetenschappelijke naam van de soort is voor het eerst geldig gepubliceerd in 1885 door Verrill & S. Smith.